# Carlo Schmid-Sutter
Pour les articles homonymes, voir Carlo Schmid.
Carlo Schmid-Sutter ou Carlo Schmid, né le 11 mars 1950 à Heiden (originaire d'Oberegg), est une personnalité politique suisse du canton d'Appenzell Rhodes-Extérieures, membre du Parti démocrate-chrétien (PDC).
Il est conseiller aux États de 1980 à 2007.

## Biographie
Carlo Schmid-Sutter ou Carlo Schmid naît le 11 mars 1950 à Heiden, dans le canton d'Appenzell Rhodes-Extérieures. Il est originaire d'Oberegg, dans le même canton. 
Licencié en droit de l'Université de Fribourg, il exerce la profession d'avocat et de notaire. 
Il est père de quatre enfants. 

## Parcours politique
Il siège tout d'abord au Grand Conseil d'Appenzell Rhodes-Intérieures de 1979 à 1995, qu'il préside à trois reprises, et au Conseil d'État (Standeskommission) de ce même canton de 1984 à 2013. Il y est responsable de l'instruction publique. 
Au niveau fédéral, il siège au Conseil des États de 1980 à 2007, qu'il préside en 1999-2000. De 1992 à 1994 il préside également le Parti démocrate-chrétien suisse.

### Profil politique
Il appartient à l'aile droite du PDC.

## Autres mandats
Il préside l'Association suisse des transports routiers de 2000 à 2008.